# Harry Roldán Pinedo Valera

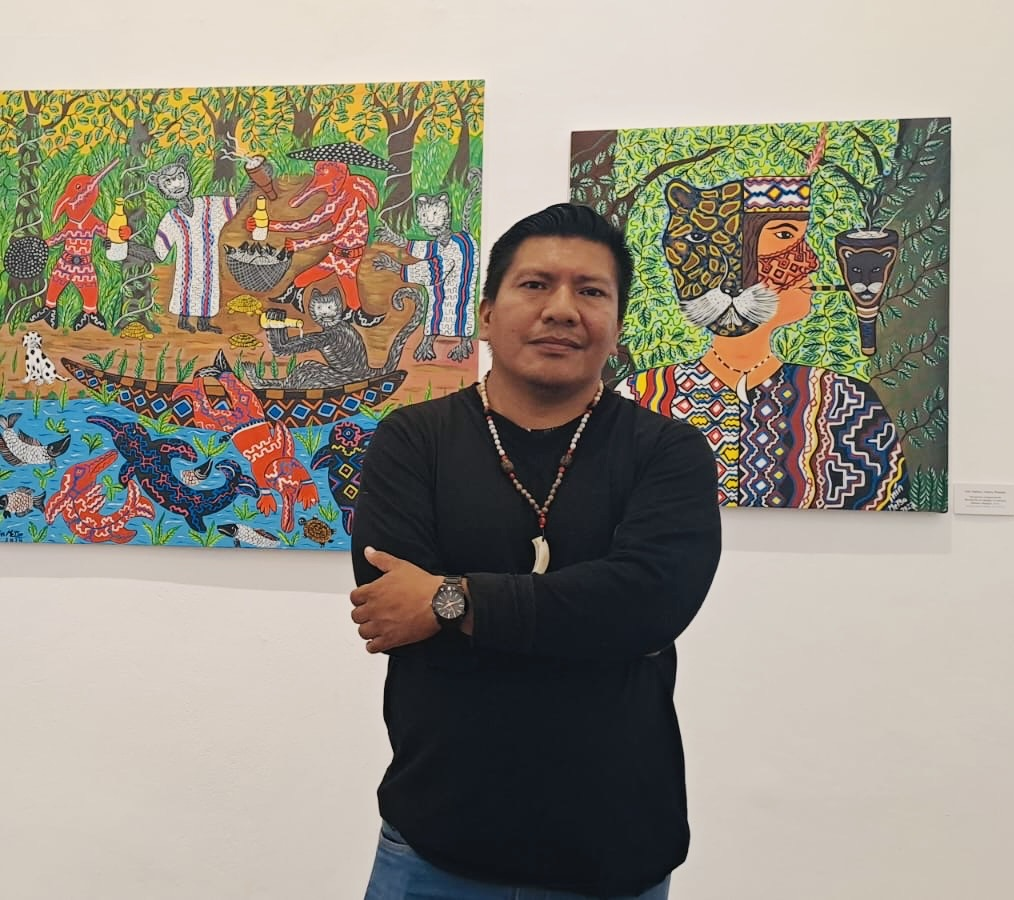
Harry Pinedo Valera (2024)

Harry Roldán Pinedo Valera (Harry Pinedo), in der Sprache der Shipibo-Conibo Inin Metsa, (* 11. Mai 1988 in Pucallpa) ist ein zeitgenössischer peruanischer Künstler der indigenen Malerei.

## Leben

### Werdegang und künstlerischer Einfluss
Pinedo lernte als Assistent seiner Eltern Elena Valera und Roldán Pinedo, die ebenfalls Künstler sind, fehlende Bildelemente zu entwerfen und einzuarbeiten. Im Laufe der Jahre entwickelte sich daraus ein eigener Malstil und er sich selbst zum Künstler. Im Jahr 2020 erhielt Pinedo den Bachelor-Abschluss in Pädagogik für zweisprachige interkulturelle Bildung an der Universidad Peruana Cayetano Heredia und lehrt seitdem an der Shipibo Community School in Cantagallo.
Pinedo gehört zum Shipibo-Volk von Ucayali im peruanischen Amazonasgebiet und arbeitet seit 1995 in Lima, wo er in der städtischen Shipibo-Gemeinde Cantagallo lebt. Er ist ein Vertreter der indigenen Kunst, deren Thema die Dschungelwelt Südamerikas ist. Der künstlerische Einfluss stammt daher weniger von anderen indigenen Künstlern, als vielmehr von der Auseinandersetzung mit der Natur in ihrem Gleichgewicht aus Fauna und Flora auf der einen und den symbiotisch mit und in ihr lebenden indigenen Völkern auf der anderen Seite.

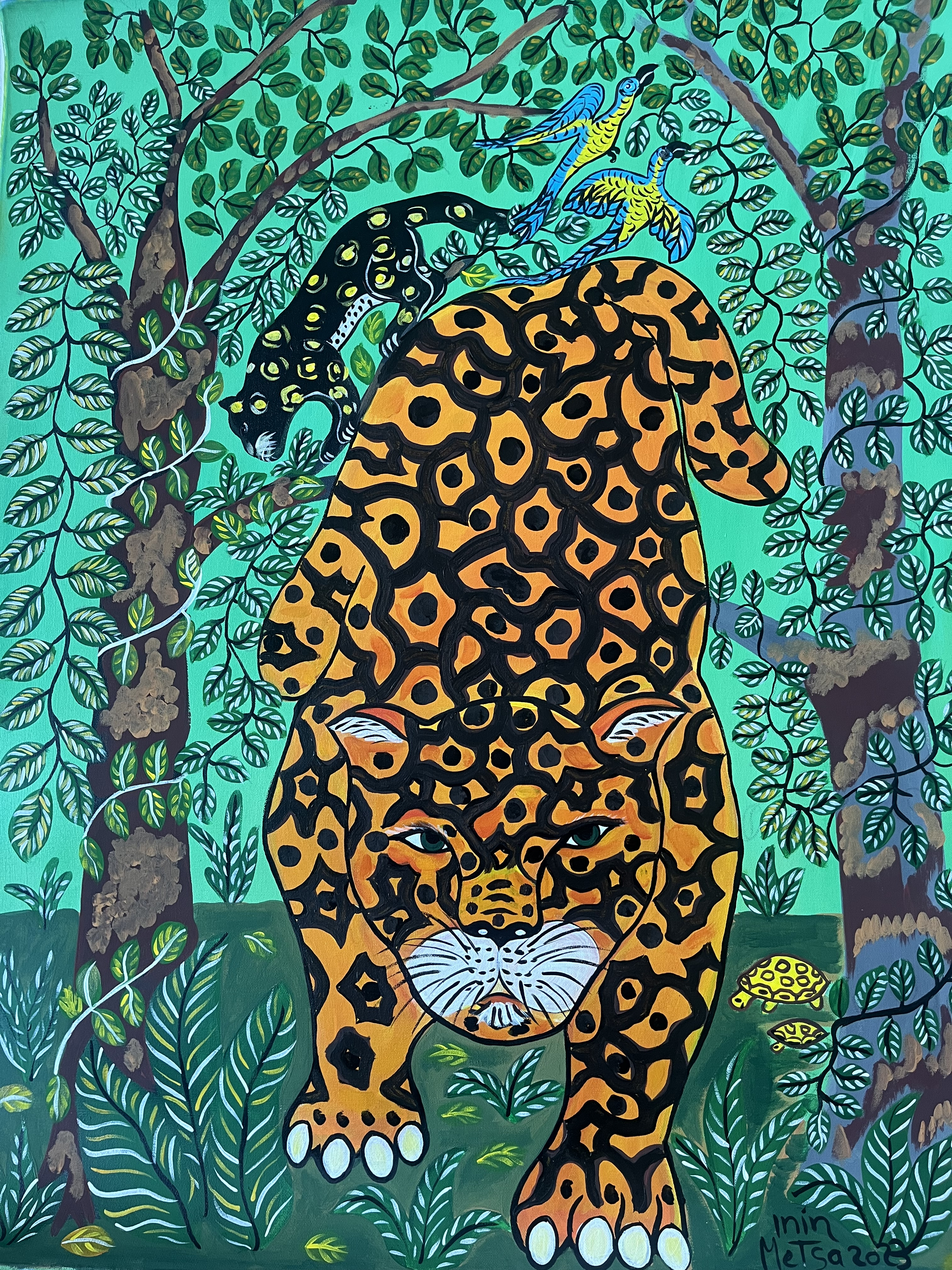
El Jaguar (2023)

Die Strömung des malerischen Indigenismus entwickelte sich in Peru in der Mitte des 20. Jahrhunderts. Während sich frühere indigene Maler jedoch ausschließlich mit dem Andenmenschen befassten, greift Pinedo den Dschungelbewohner und seine Welt in seinen Arbeiten auf. Ähnlich wie in der Naiven Kunst handelt es sich um einfache und fantasievolle Bildmotive, deren Ursprünge jedoch aus dem schamanistischen Kontext stammen und dem Bildmotiv eine spirituelle Interpretation geben. In seine visionäre Malerei lässt Pinedo eigene Erfahrungen aus dem Gebrauch der Ayahuasca-Droge einfließen und visualisiert indigene Vorstellungen von Geistern und spirituellen Entitäten wie Tiere und Pflanzen des Regenwalds.

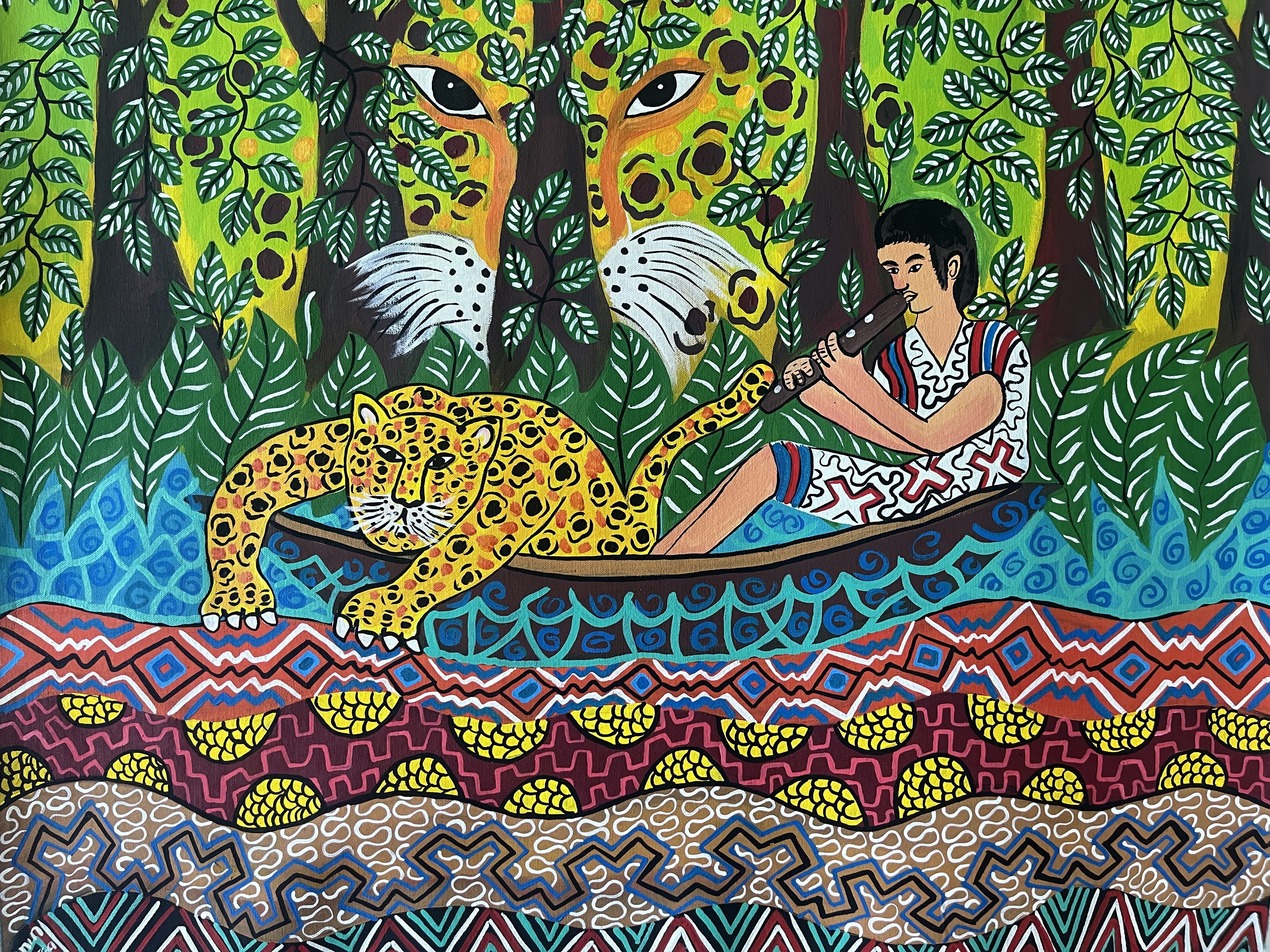
Melodías desde la canoa (2023)

Wie bei der Naiven Kunst sind es einfache, zweidimensional gehaltene Darstellungen von Fauna und Flora; ein Kennzeichen seiner Malerei sind jedoch die sich immer wieder abzeichnenden Muster aus der Tierwelt, die sich in vielfältiger Weise in seinen Werken wiederfinden und als die Unbedingtheit des von der Natur abhängigen menschlichen Lebens interpretiert werden. Im Idealfall handelt es sich um eine sich gegenseitig bedingende Symbiose von Mensch und Natur: Daher finden sich in seinen Werken auch gesellschaftskritische Elemente, die aber als Aufforderung verstanden werden sollen, die Natur und den Regenwald als Lebensgrundlage zu respektieren und zu erhalten, anstatt sie zu zerstören.

### Stil und Techniken
In seiner Heimat lernte Pinedo die Kunst der einheimischen Malerei mit Pinseln aus Piri-Piri-Zweigen oder Ronsoco-Haaren, wobei er die lokale Erde zur Gewinnung seiner Farben nutzt und als Stoff das einfache Tocuyo verwendet, welches mit Essenzen aus der Rinde des Mahagonibaums gefärbt wird. Dadurch versucht Pinedo, die Magie und das Geheimnis der Bewohner des Dschungels einzufangen und mit Farbe und Form die mündlichen Überlieferungen des Shipibo-Conibo-Volkes zu fixieren. Für großflächige Formate finden neben Naturfarben aus eigener Herstellung auch Acrylfarben Anwendung.

### Ausstellungen (Auswahl)
- 2024 Pinta Miami – The Latin American Gene, Miami
- 2023 healing, Weltkulturen Museum Frankfurt am Main
- 2022 Perú en mi Corazon, Galerie Maggy Stein, Luxemburg
- 2021 Place-Making, World-Making, University of Essex
- 2020 Amazonia Arte e Identidad, Boulevard Art Gallery Asia, Lima
- 2019 ARCOmadrid, Gastland Peru. Amazonas, Madrid
- 2018 Ruraq Maki, Museo de la Nación, Lima
- 2017 El Explendor de Yanapuma, Centro Colich de Barranco, Lima
- 2016 BAZARTE, Lima Contemporáneo en Fundación Euroidiomas, Lima
- 2014 La Peinture Contemporaine de I´Amazonie Peruvienne, Maison des Associations, Paris
- 2013 Mira! – Artes Visuales Contemporáneo de los Pueblos Indigenas. Kulturzentrum der Universität Minas de Grey, Belo Horizonte
- 2011 Amazonia I, Sala Ricardo Palma de la Municipalidad de Miraflores, Lima
- 2010 Noche de Arte 2010, BBVA Banco Continental, San Isidro, Lima

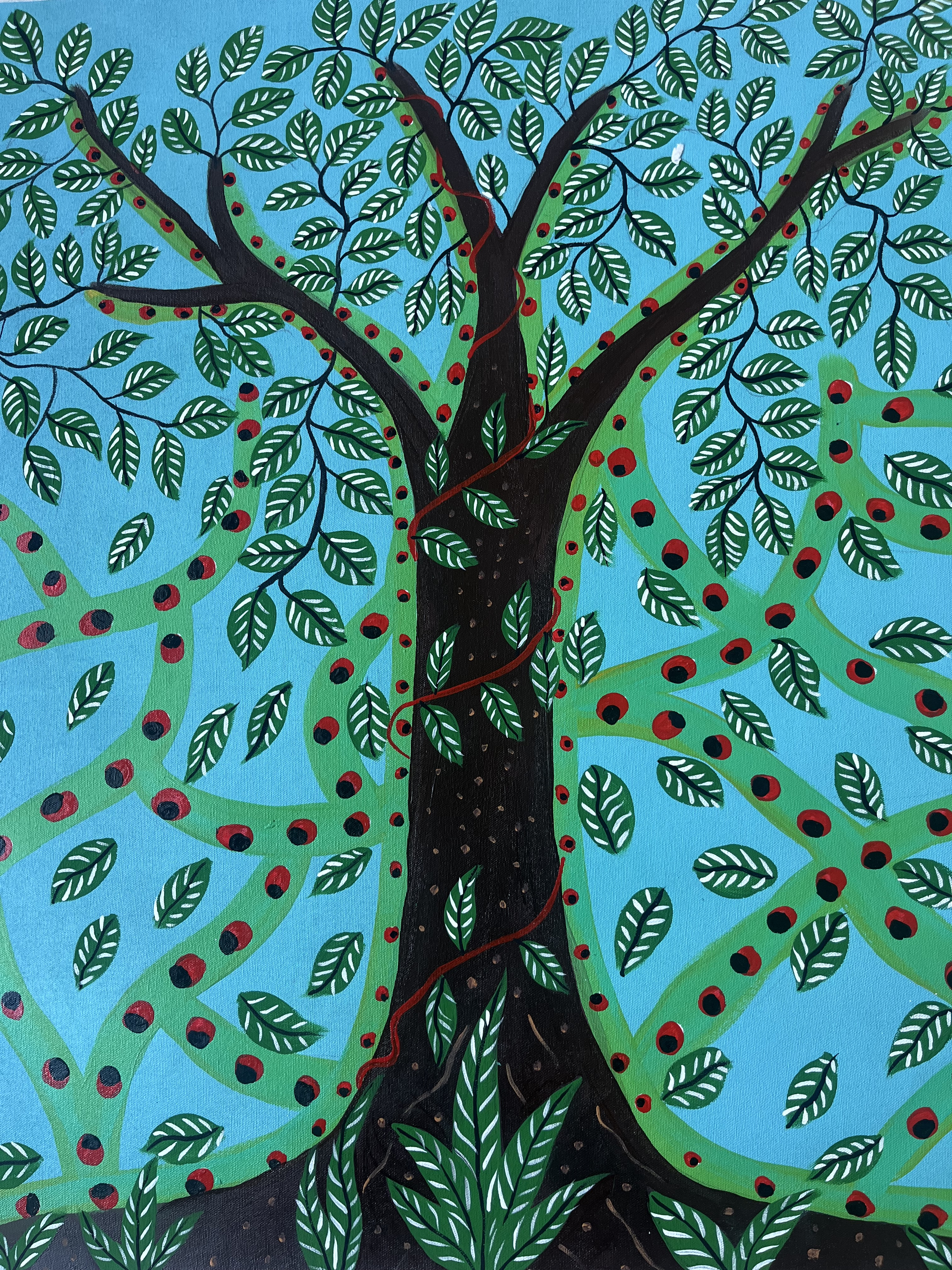
Árbol de huayruros (2023)
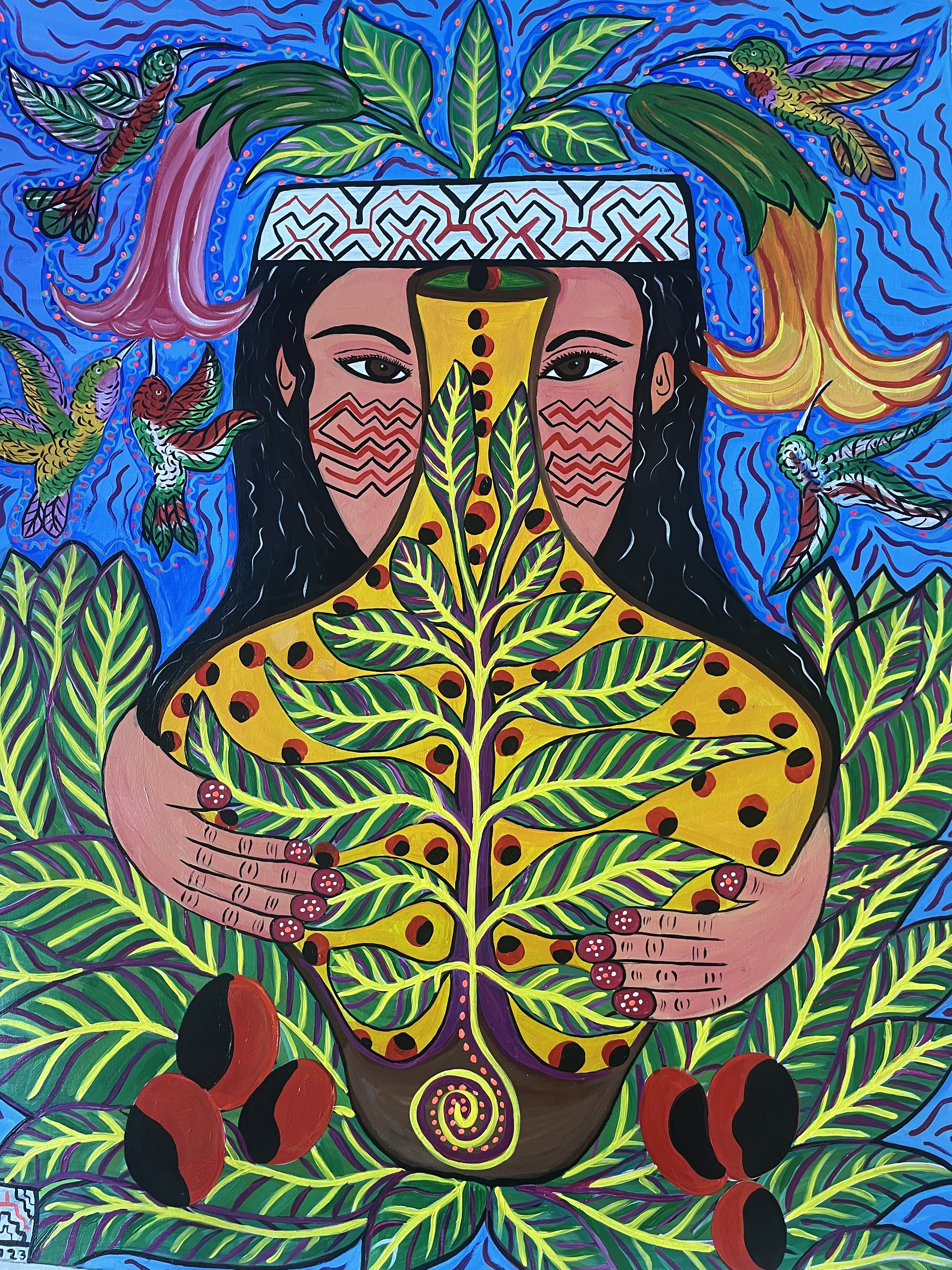
Mujer de la medicina (2023)
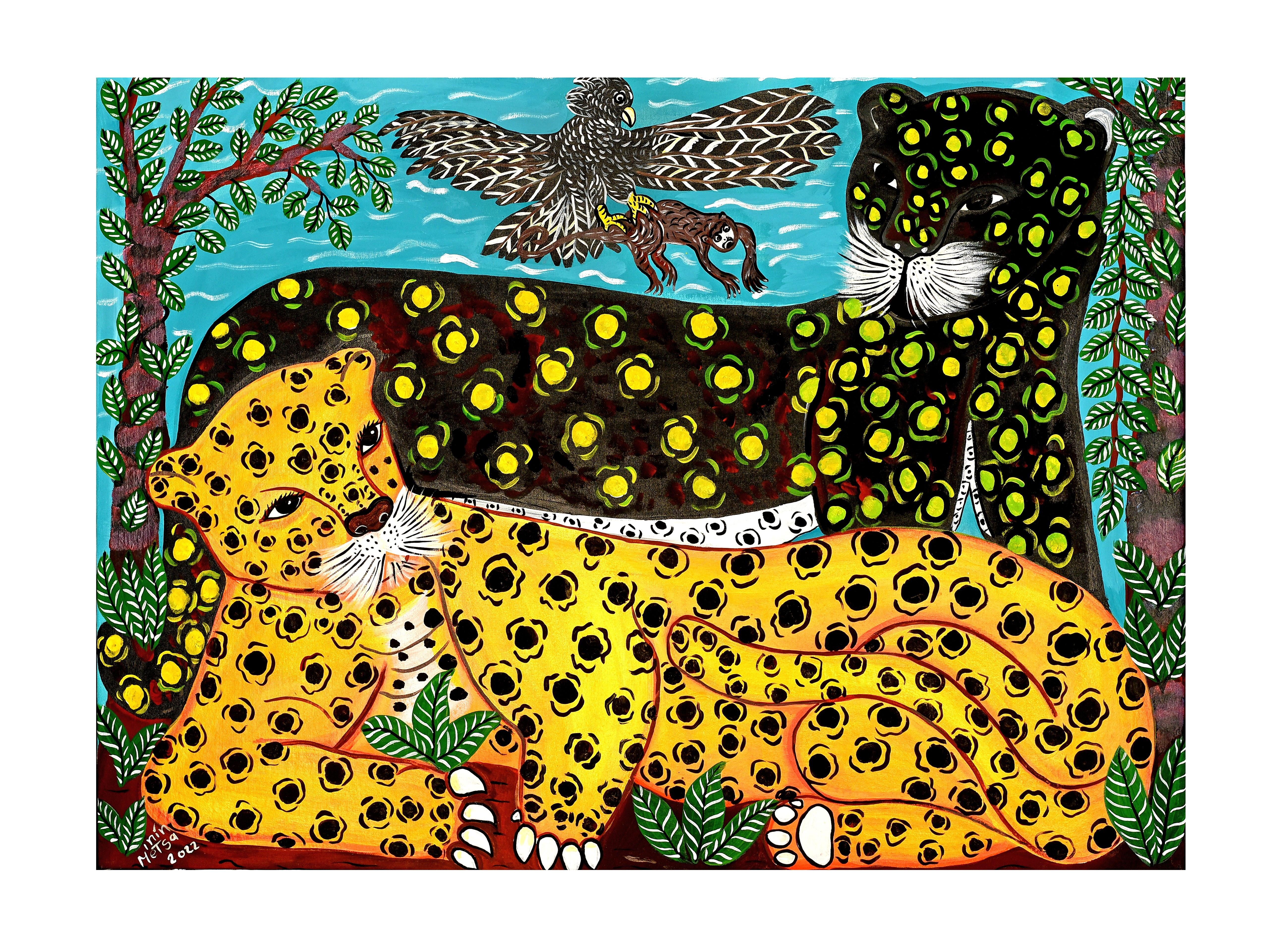
Sol y luna en la mañana (2022)
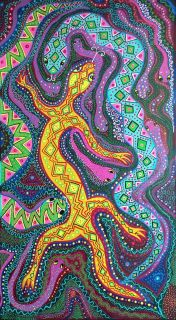
Visión de lagartijas (2022)

## Werke in öffentlichen Sammlungen
- Weltkulturen Museum, Frankfurt am Main
- Universidad Peruana Cayetano Heredia, Lima
- Peruanisches Kulturministerium, Lima